# Natalia Peiro Pérez
Natalia Peiro Pérez (Madrid, Comunidad de Madrid; 19 de noviembre de 1975) es la secretaria general de Cáritas Españolay la directora ejecutiva de la Fundación FOESSA (Fomento de Estudios Sociales y de Sociología Aplicada).

## Biografía
Se licenció en Ciencias Políticas y de la Administración en la Universidad Complutense de Madrid. Completó su formación académica con dos másteres: uno en Marketing Digital y Comercio electrónico, en la Escuela de Negocios de la Universidad Autónoma de Barcelona (2016-2017); y el otro en Cooperación Internacional y Gestión de Proyectos, en la Fundación Ortega y Gasset (2001-2002); y un postgrado en Liderazgo e Innovación social en Organizaciones No Gubernamentales, en ESADE Business & Law School (2008-2009). Tras su paso por la empresa Formaselect Consulting (2007-2008) consiguió los conocimientos adecuados para ser experta en Responsabilidad Social Corporativa y Procesos de Comunicación.
Desde el 2002, estaba vinculada laboralmente a Cáritas Española, en diversos puestos: secretaria de Dirección de Cáritas Española (2002-2005), técnico de Cooperación Internacional para los países de Europa Central y del Este (2005-2007), directora del Área de Cooperación Internacional (2007-2015), directora del Área de Comunicación, Sensibilización e Incidencia (2015-2017), y finalmente secretaria general de Cáritas Española (desde 2017).
También ha desempeñado su trabajo fuera de España. Primero como técnico de la Fundación Centro de Estudios Comerciales del Ministerio de Economía y Hacienda y la Cámara Oficial de Comercio e Industria de Madrid. Después como asistente en la Dirección General de Energía y Transporte de la Comisión Europea, en Bruselas (2000), y finalmente como experta de Cáritas Española en los foros de trabajo de la red internacional de Cáritas (Comité Representativo de Cáritas Internationalis y el Comité Ejecutivo de Cáritas Europa).
En 2018 se presentó el proyecto textil moda-re, que aprovecha la recogida de ropa en buen estado, que venía haciendo Caritas, para donarla a personas necesitadas. El proyecto comienza con la instalación de contenedores en la vía pública para la recogida de ropa. Con ello sepretende crear empleo para personas vulnerables: desde los conductores que recogen la ropa, hasta las personas que la clasifican en buen o mal estado, pasando por las que seleccionan la ropa para su venta o para donación, además de dependientes que trabajan en tiendas de ropa de segunda mano. El proyecto mueve cerca de treinta mil toneladas de ropa tratada, 3.800 puntos de recogida, 750 empleos (la mayoría de personas vulnerables), más de mil voluntarios y alrededor de ochenta puntos de donación y venta social.
Es la primera mujer que accede a la secretaría general de Caritas Española, en toda la historia de la institución.
Está casada y es madre de cuatro hijos.